# Falkensteinkamm

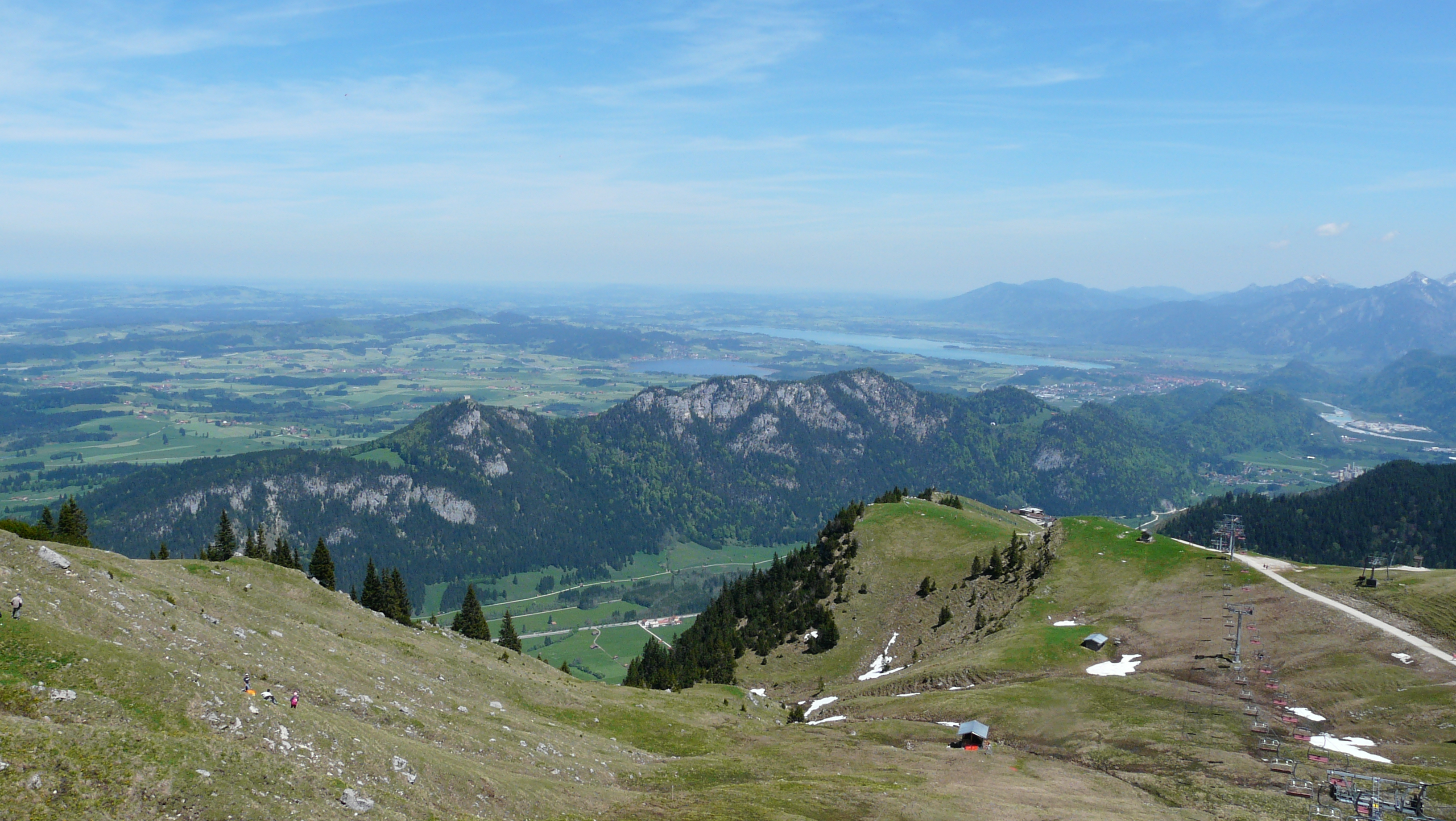
Blick vom Breitenberg nach Nordosten, auf den Falkensteinkamm im Bildmittelgrund; halblinks in der Mitte der namensgebende Falkenstein mit der gleichnamigen Burgruine

Der Falkensteinkamm ist ein Gebirgszug am Nordostrand der Allgäuer Alpen zwischen Pfronten und Füssen. Höchster Gipfel ist der Salober oder Zwölferkopf (1293 m). Auf einem großen Teil des Grats verläuft die Grenze zwischen Bayern und Tirol.
Aus einem einzigen Höhenzug von etwa sieben Kilometer Länge bestehend, ist der Falkensteinkamm die kleinste Untergruppe der Allgäuer Alpen. Seine Eigenständigkeit ergibt sich daraus, dass er südlich durch das Tal der Vils klar von den Tannheimer Bergen abgesetzt ist. Der Kamm verläuft in Richtung Ostsüdost-Westnordwest zwischen Pfronten-Steinach im Westen und dem tief eingeschnittenen Lech mit dem Lechfall bei Füssen im Osten. Östlich des Lechs schließen sich die Ammergauer Alpen an.

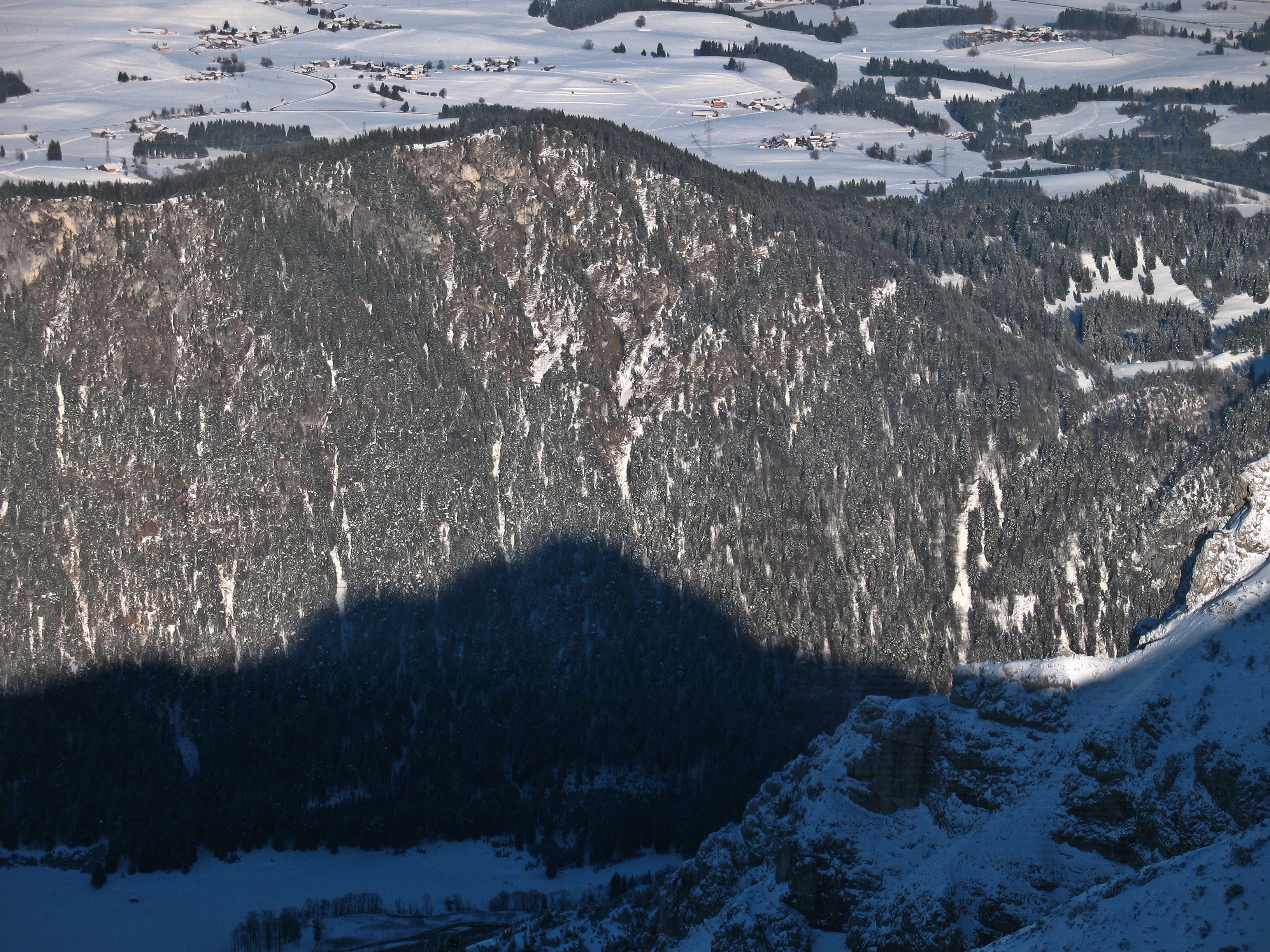
Höchster Punkt auf dem Falkensteinkamm ist der auf diversen Landkarten unterschiedlich als Salober, Zirmgrat oder Zwölferkopf bezeichnete Berg; Süd-Ansicht vom Brentenjoch (Vilser Seite)

Die wichtigsten Gipfel, zumeist nicht sehr ausgeprägt, sind von West nach Ost der Falkenstein (1267 m) mit der Burg Falkenstein, Einerkopf (1252 m), Zwölferkopf (1283 m), Salober (1293 m) und Vilser Berg (1023 m, auch Unterberg). Im Bereich zwischen Einerkopf und Salober haben manche Karten und Führer abweichende Benennungen oder/und Höhenangaben. Nördlich des Kamms schließt die Gebirgsgruppe den bekannten und sagenumwobenen Alatsee ein; am Nordrand befindet sich der größere Weißensee.
Vom Alatsee fließt der Faulenbach durch das Faulenbacher Tal durch den Obersee und Mittersee. Dort befinden sich schwefelhaltige Quellen.
Die gesamte Gebirgsgruppe ist durchweg bewaldet; die Aussicht vom Kamm ist dadurch sehr eingeschränkt. Wegen des vorherrschenden Wettersteinkalks gibt es jedoch teilweise markante Felsbilder. Die Südseite ist teils ein schroffer Abbruch. Der Kamm kann nur am Falkenstein, bei der Salober-Alm, durch die Vilser Scharte und durch die Ländenscharte am Vilser Berg auf Wegen überquert werden. Eine Wanderung in Kammnähe ist nur in der westlichen Hälfte, zwischen Steinach und der Salober-Alm, möglich. Diese Kammwanderung ist Teil des Maximilianswegs (Etappe 6) und damit des  Europäischen Fernwanderwegs E4; nach Osten hin verläuft der Weg auf der Nordseite des Falkensteinkamms am Alatsee und an den Seen im Faulenbacher Tal entlang.
In der Nähe der Ländenscharte wird der Falkensteinkamm von einer Hochspannungstrasse über- und vom Grenztunnel Füssen durchquert.